# Mathieu Turgeon
Mathieu Turgeon född 2 augusti 1979 i Pointe-Claire, Québec, är en kanadensisk gymnast.
Han tog OS-brons i trampolin i samband med de olympiska gymnastiktävlingarna 2000 i Sydney.